# Tathothripa continua
Tathothripa continua är en fjärilsart som beskrevs av Walker 1862. Tathothripa continua ingår i släktet Tathothripa och familjen trågspinnare. Inga underarter finns listade i Catalogue of Life.